# Rio Brusturescu
O Rio Brusturescu é um rio da Romênia afluente do Rio Zimbru, localizado no distrito de Arad.